# Canta (plaats)
Canta is een distrito en de hoofdplaats van de gelijknamige provincia in de regio Lima van Peru. 
De streek wordt vaak bezocht door toeristen uit Lima vanwege de rust en de mooie natuur.
Burgemeester: Arturo Paredes Salcedo (2019-2022).